# Józef Gazy

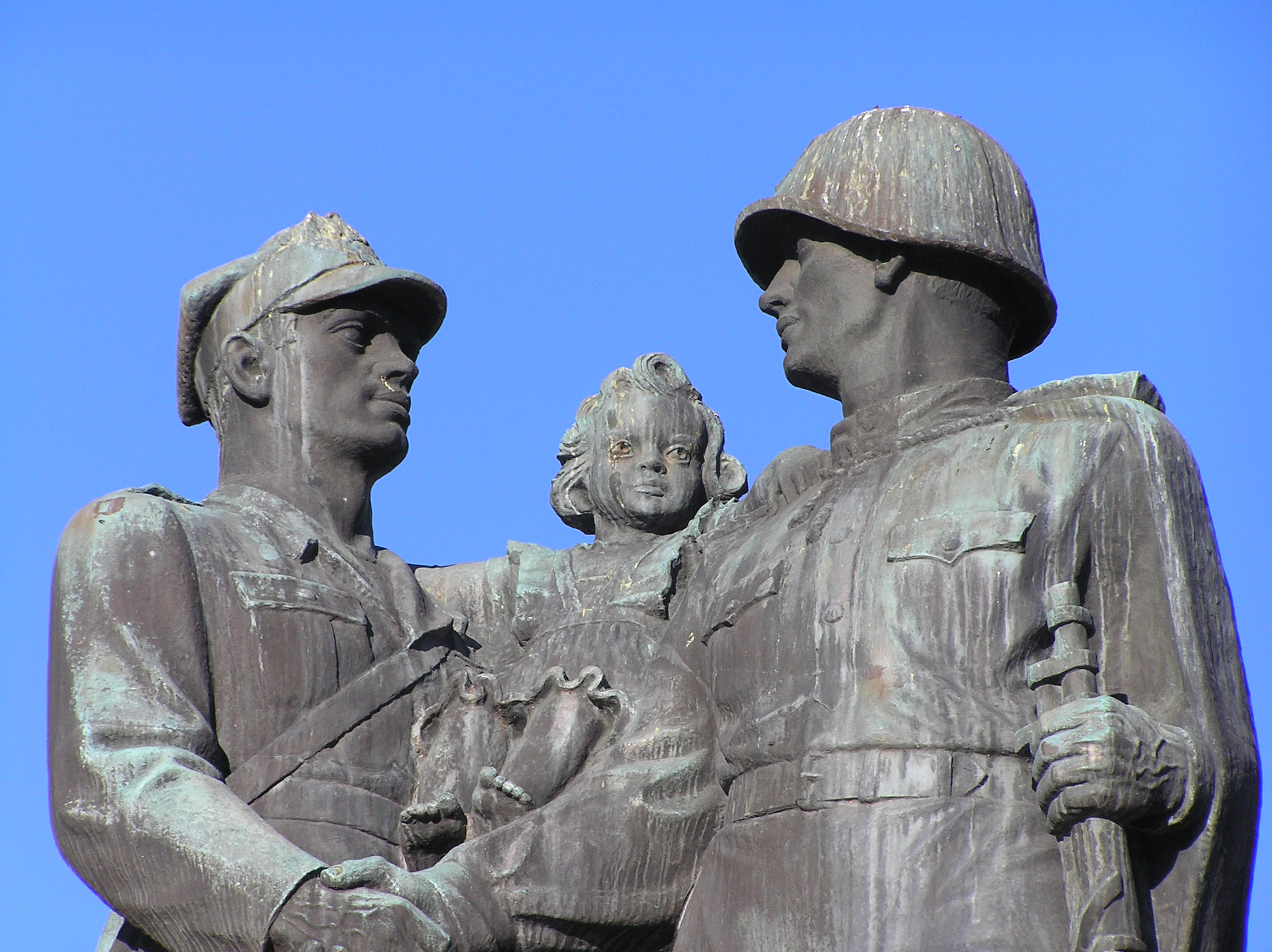
Fragment pomnika Braterstwa Broni, który do 2018 roku stał przy pl. Słowiańskim w Legnicy.

Józef Gazy (ur. 1910  – zm. 1998) – polski artysta plastyk, rzeźbiarz i konserwator zabytków. Autor kilkudziesięciu pomników ustawionych w przestrzeni publicznej w różnych miastach w Polsce. W latach 60. kierownik zespołu konserwatorów odpowiedzialnych za zdejmowanie ze ścian, konserwację i przygotowanie do transportu fresków z katedry w Faras.

## Biogram
Józef Gazy urodził się w 1910 roku. W 1937 ukończył warszawską Akademię Sztuk Pięknych, gdzie studiował w pracowni rzeźby prof. Tadeusza Breyera.
W 1945 Józef Gazy dołączył do Biura Odbudowy Stolicy. W ramach jego prac współtworzył m.in. warszawski Pomnik Braterstwa Broni, odtworzył także brakujące elementy zniszczonej Kolumny Zygmunta. 
W latach 40. był także jednym z rzeźbiarzy odpowiedzialnych za dekorację zabudowy Marszałkowskiej Dzielnicy Mieszkaniowej w Warszawie. W 1951 w Legnicy odsłonięto Pomnik wdzięczności dla Armii Radzieckiej jego autorstwa, w latach stalinizmu artysta wykonał jeszcze cztery podobne pomniki dla różnych miast w Polsce.
W 1962 Józef Gazy został członkiem polskiej misji archeologicznej prowadzącej wykopaliska w Faras. Kierował pracami zespołu konserwatorskiego, który zajmował się zabezpieczaniem odkrytych w katedrze w Faras fresków, zdejmowaniem ich ze ścian i przygotowywaniem ich do transportu. Dużą część prac na stanowisku w Faras wykonywał osobiście, w asyście Marty Kubiak. Na stanowisku archeologicznym pozostał do samego końca prac i wyjechał w ostatniej grupie, wraz z prof. Michałowskim, Stefanem Jakobielskim, Tadeuszem Dzierżykrayem-Rogalskim, Markiem Marciniakiem, Antonim Ostraszem i fotografem ekspedycji, Andrzejem Dziewanowskim, tuż przed zalaniem Faras przez wody Jeziora Nasera. Dzięki jego umiejętnościom i pracy udało się uratować ze stanowiska archeologicznego przeszło 120 obrazów. W okresie pracy w Egipcie Gazy pomagał także Williamowi Y. Adamsowi w konserwacji malowideł ściennych na pobliskim stanowisku archeologicznym w Meinarti.
W latach 1966–1969 pracował w Muzeum Narodowym w Chartumie nad konserwacją malowideł i przygotowaniem ich do otwarcia stałej wystawy malarstwa nubijskiego, planowanej na 1972 rok. Po powrocie do kraju pracował nad polską częścią zbiorów przywiezionych z Sudanu w zespole dr Hanny Jędrzejewskiej. Polską wystawę malowideł otwarto w 1974 roku. Za pracę nad ratowaniem nubijskich zabytków Józef Gazy otrzymał m.in. sudański Order Zasługi.
W połowie lat 70. XX wieku Gazy powrócił do przerwanej kariery rzeźbiarskiej. Pozostał jednak w kontakcie z Centrum Archeologii Śródziemnomorskiej jako ekspert i konserwator, pracował m.in. przy konserwacji znalezionych w świątyni Allat w Palmyrze rzeźb Ateny oraz lwa i antylopy.
W 1988 przed Katedrą Zmartwychwstania Pańskiego i św. Tomasza Apostoła w Zamościu odsłonięto pomnik Jana Pawła II jego autorstwa, jeden z pierwszych w Polsce i na świecie.
Józef Gazy zmarł w 1998 roku.